# Scaphoidella wideaedeagus
Scaphoidella wideaedeagus är en insektsart som beskrevs av Wang och Li 2004. Scaphoidella wideaedeagus ingår i släktet Scaphoidella och familjen dvärgstritar. Inga underarter finns listade i Catalogue of Life.